# Domenichino
Domenichino (vyslov [domenykino]), vlastním jménem Domenico Zampieri (21. říjen 1581 Bologna, Itálie – 6. duben 1641 Neapol) byl italský malíř raného baroka a klasicismu.

## Život

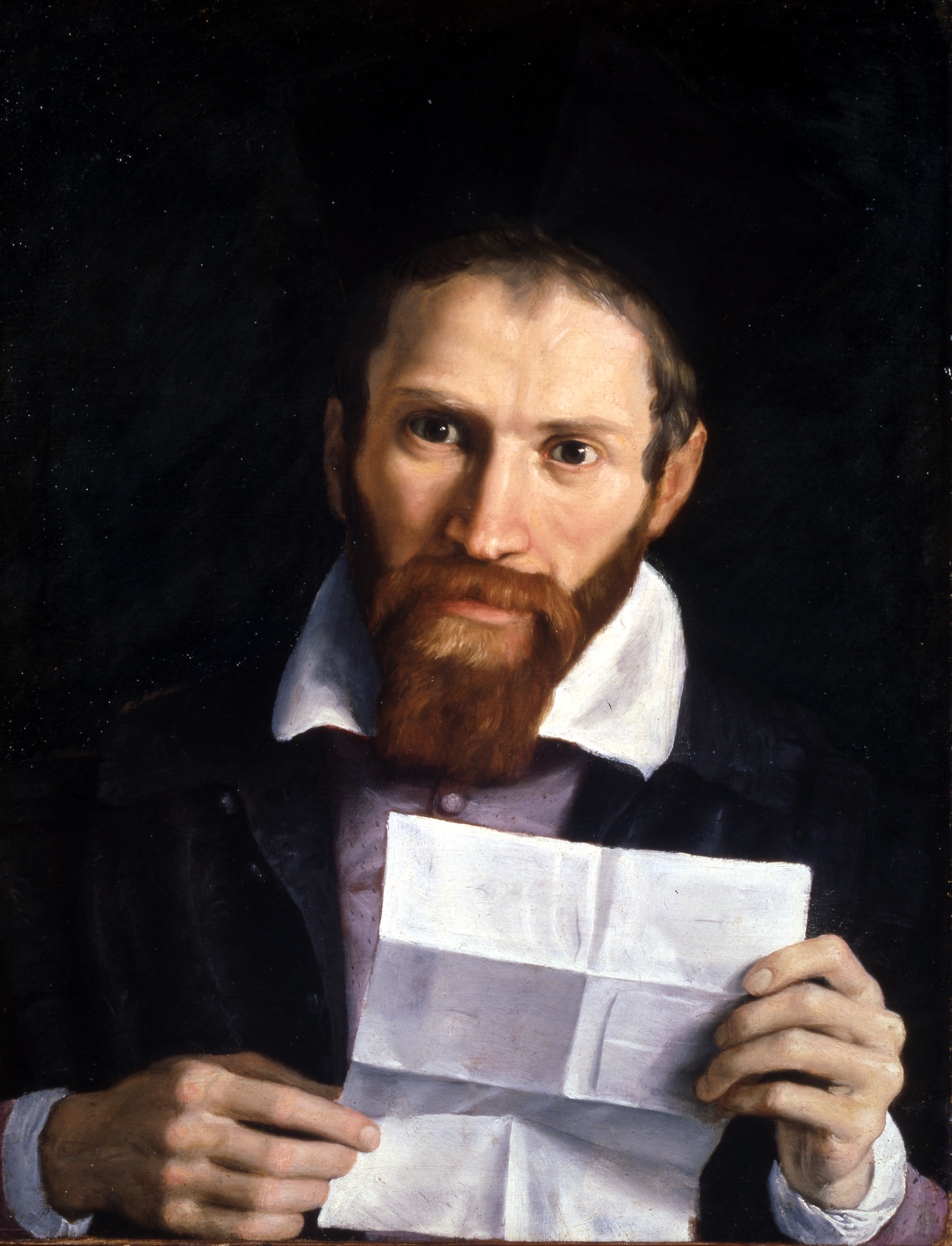
Portrét Giovanni Battisty Agucchiho, 1521

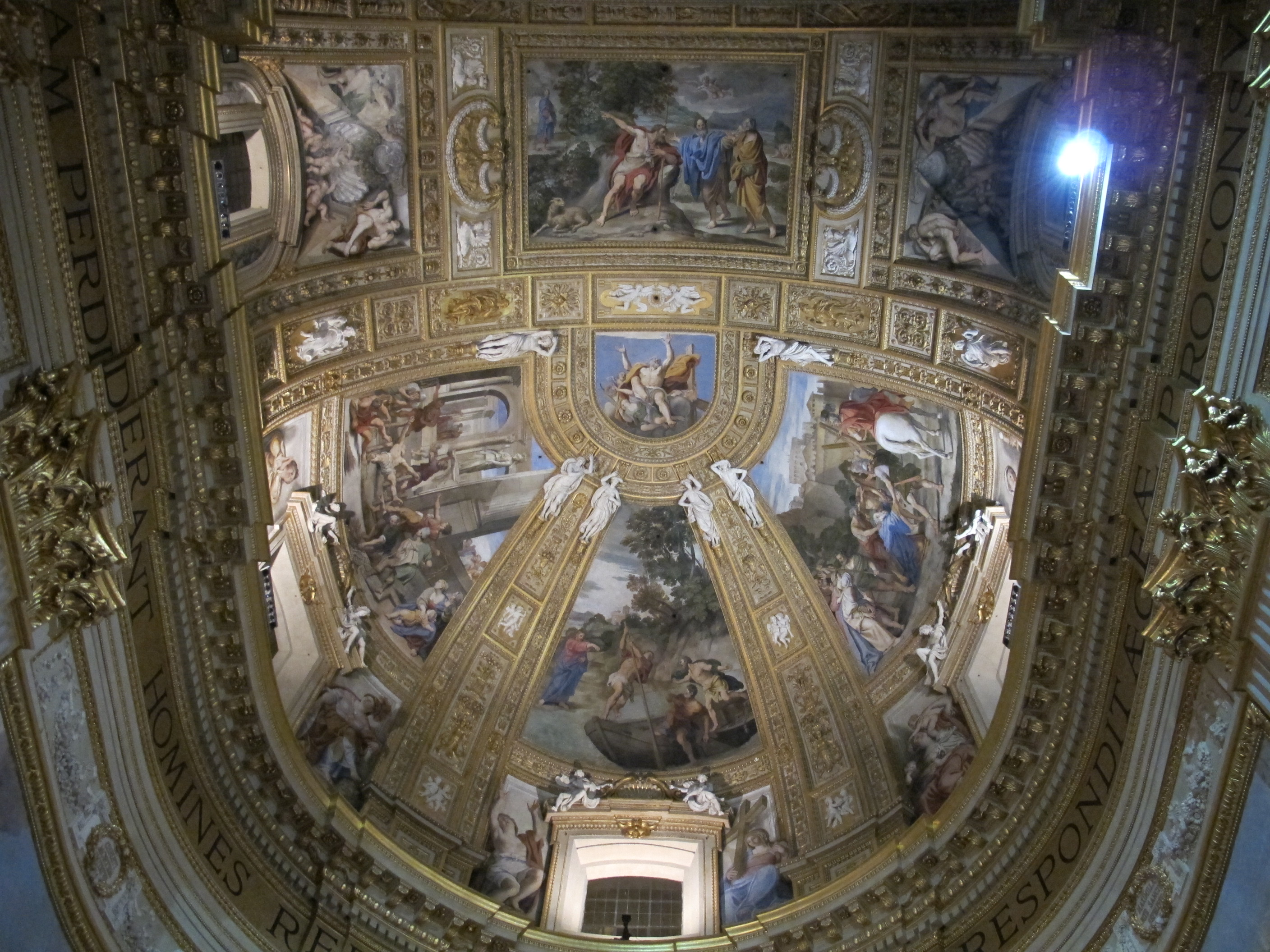
Fresky v chrámu Sant'Andrea della Valle, Řím

Narodil se jako syn ševce v Bologni. Zprvu studoval humanitní vědy, gramatiku a rétoriku. Malířství studoval u Denyse Colaerta, dále se svým starším bratrem nastoupil na malířskou Akademii degli Incamminati, jeho spolužáky byli Guido Reni a Francesco Albani, s nimiž nadále udržoval přátelské styky. Stal se typickým pokračovatelem boloňské školy Annibale Carracciho a jeho bratrů. Zdrobnělinu svého jména Domenico na Domenichino získal od kolegů pro svůj malý vzrůst. Svá stěžejní díla maloval v Římě a po roce 1630 v Neapoli, kam přesídlil.

## Dílo
Byl velmi oblíbeným a všestranným malířem a designérem interiérů. Od počátku kariéry jej v Římě podporoval Giovanni Battista Agucchi, majordomus kardinála Aldebrandiniho, zajišťoval mu prestižní církevní zakázky. Podílel se na výzdobě vil, domů, kostelů a kaplí v Římě a v širším okolí papežského státu Lazio. Do Neapole přesídlil na pozvání k výzdobě tamního dómu. Vymaloval kapli klenotnice a kupoli scénami zázraků ze života sv. Januaria. Jeho figurální předlohy sloužily jeho následovníkům, ale i malířům porcelánu a dalším dekoratérům.
Jeho působení spadá především do období baroka, nejvíce ceněny zůstávají jeho chrámové fresky a portréty. Strnulými postavami na olejomalbách se řadí také k římskému klasicismu.

## Kritika
Tvorbu malířů boloňské školy tvrdě kritizoval John Ruskin (1840) jako bezduchá schémata eklekticismu, jejichž špatný vzor ovlivnil malíře akademismu 19. století. Jeho teorii vyvrátil historik umění John Pope–Hennessy .
- Portréty – dochovaly se dvě desítky, vyznačuje je carraciovský realismus podání tváří v ostrém osvětlením. Vynikají podobizny jeho přátel (Giovanni Battista Agucchi) a kolegů (Guido Reni, Vincenzo Scamozzi). V Římě portrétoval kardinála Girolama Agucchiho a Lanfranca Margottiho, pro něž navrhl také kamenné epitafy.
- Mytologie antické cykly scén, fresky např. Ilias pro Palác Giustiniani-Odescalchi v Bassanu Romanu,
- Biblické scény – vrcholem barokního iluzionismu je jeho výzdoba chrámu Sant’Andrea della Valle v Římě a kupole katedrály San Gennaro v Neapoli.
- Oltářní obrazy – olejomalby
- Kresby – podle jeho návrhových kreseb byla vytvořena řada grafických listů, které byly dlouho kopírovány.

## Galerie

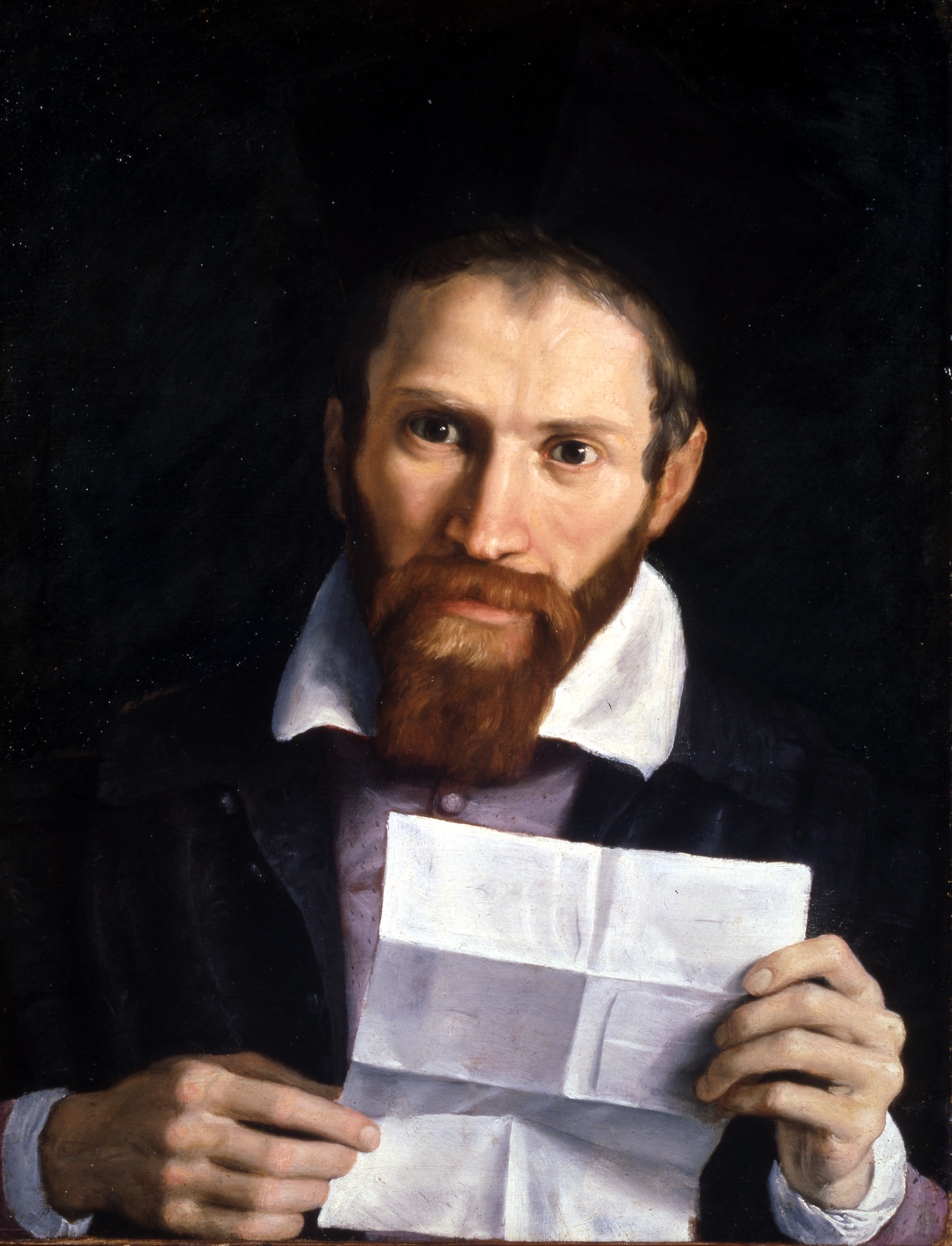
Giovanni Battista Agucchi, 1602
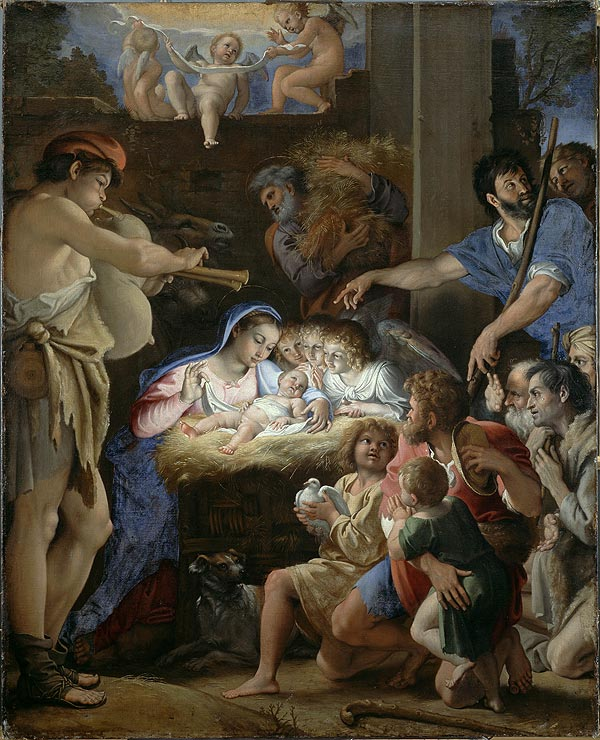
Klanění pastýřů, 1607–1610
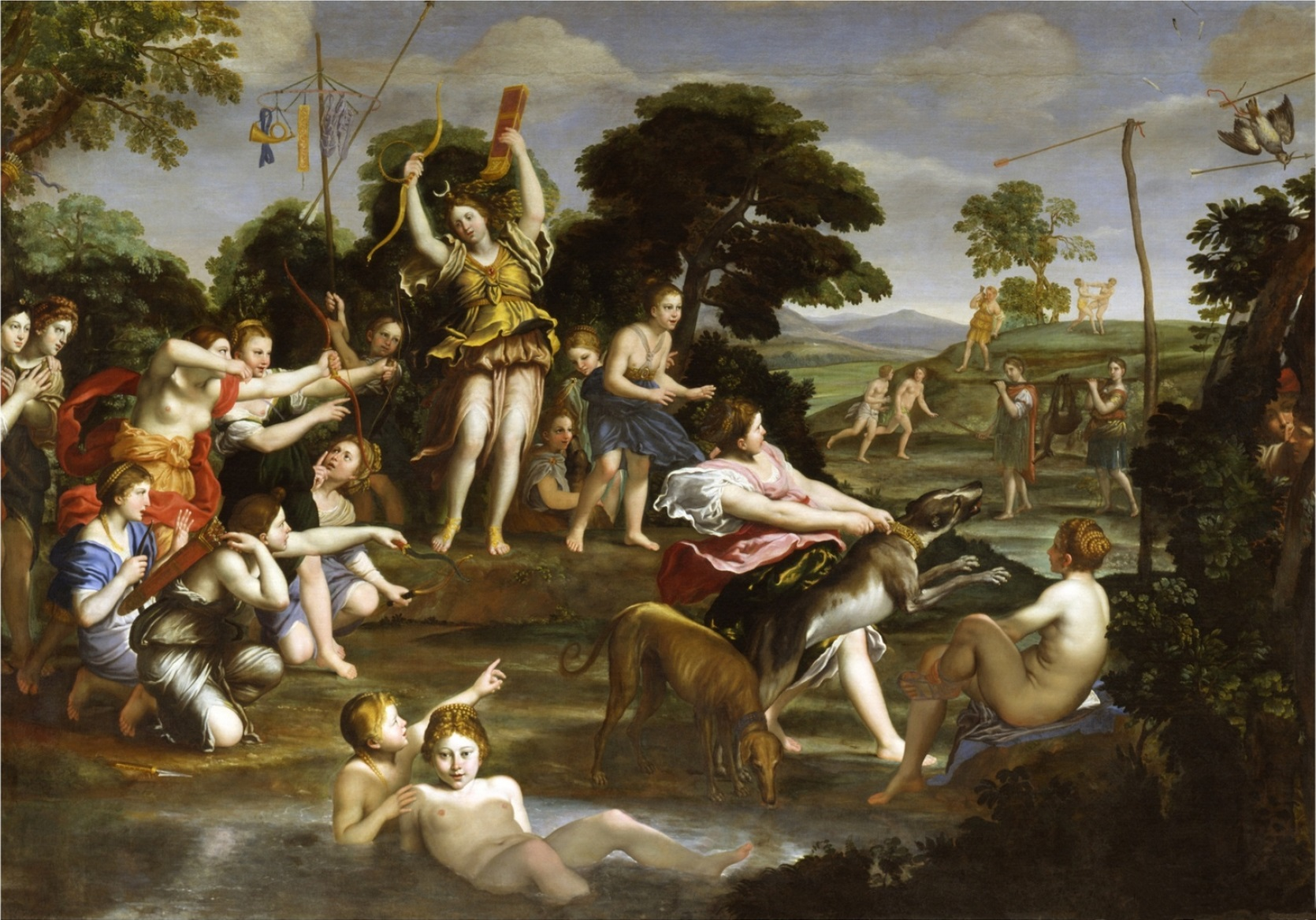
Dianin lov, 1617
Smrt sv. Pavla z Verony, 1626
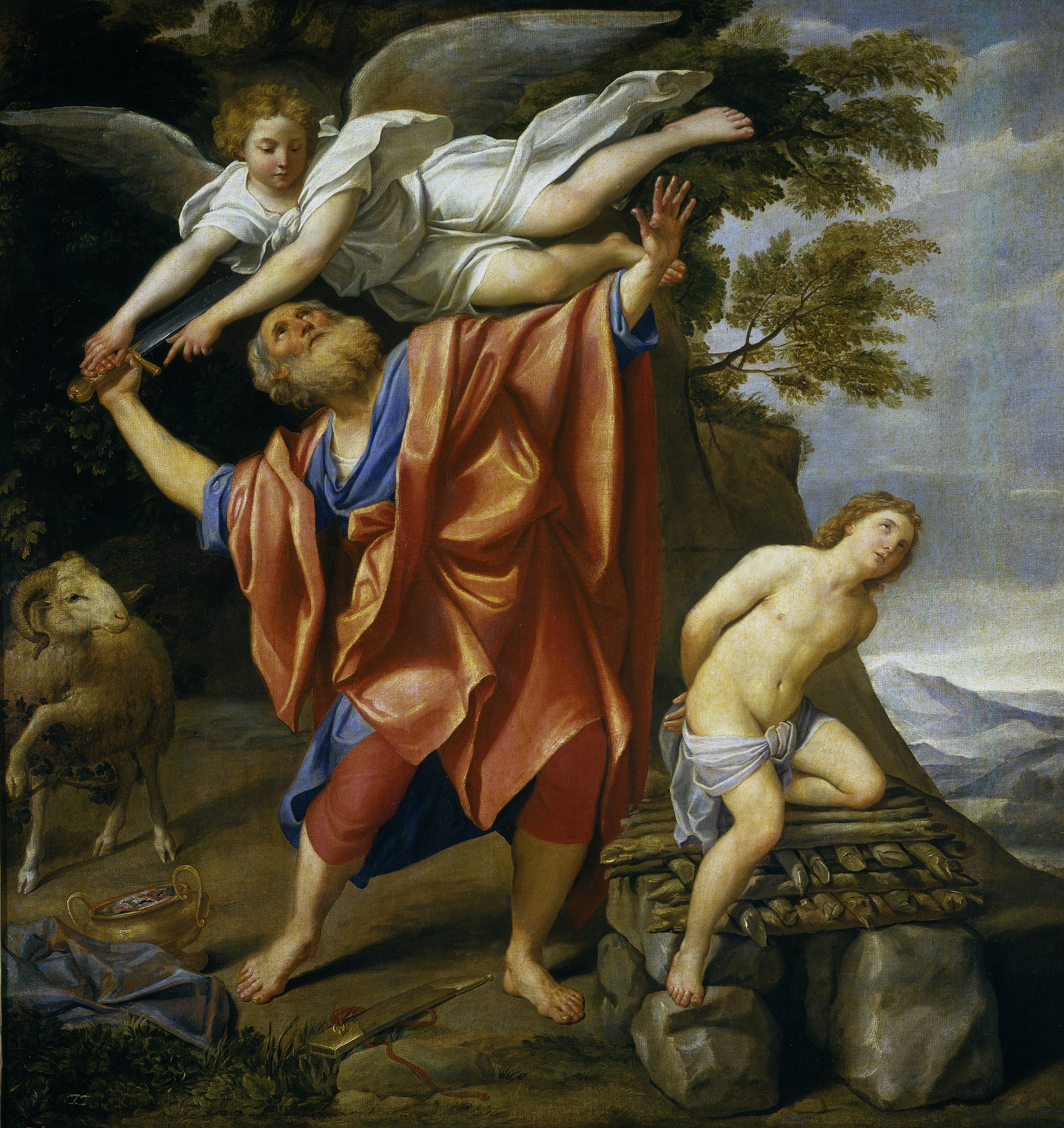
Abrahámova oběť, 1628
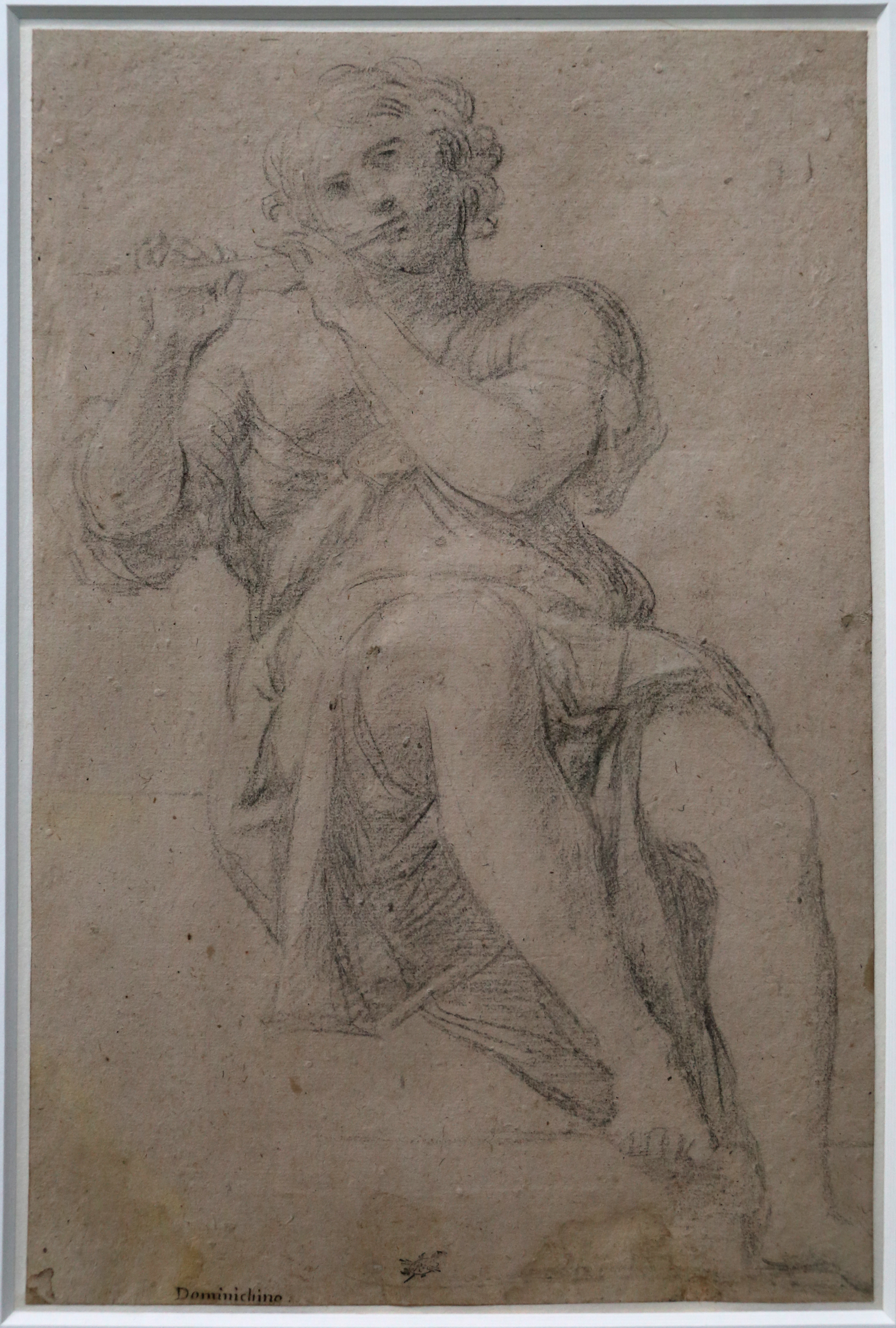
Flétnista, 1629
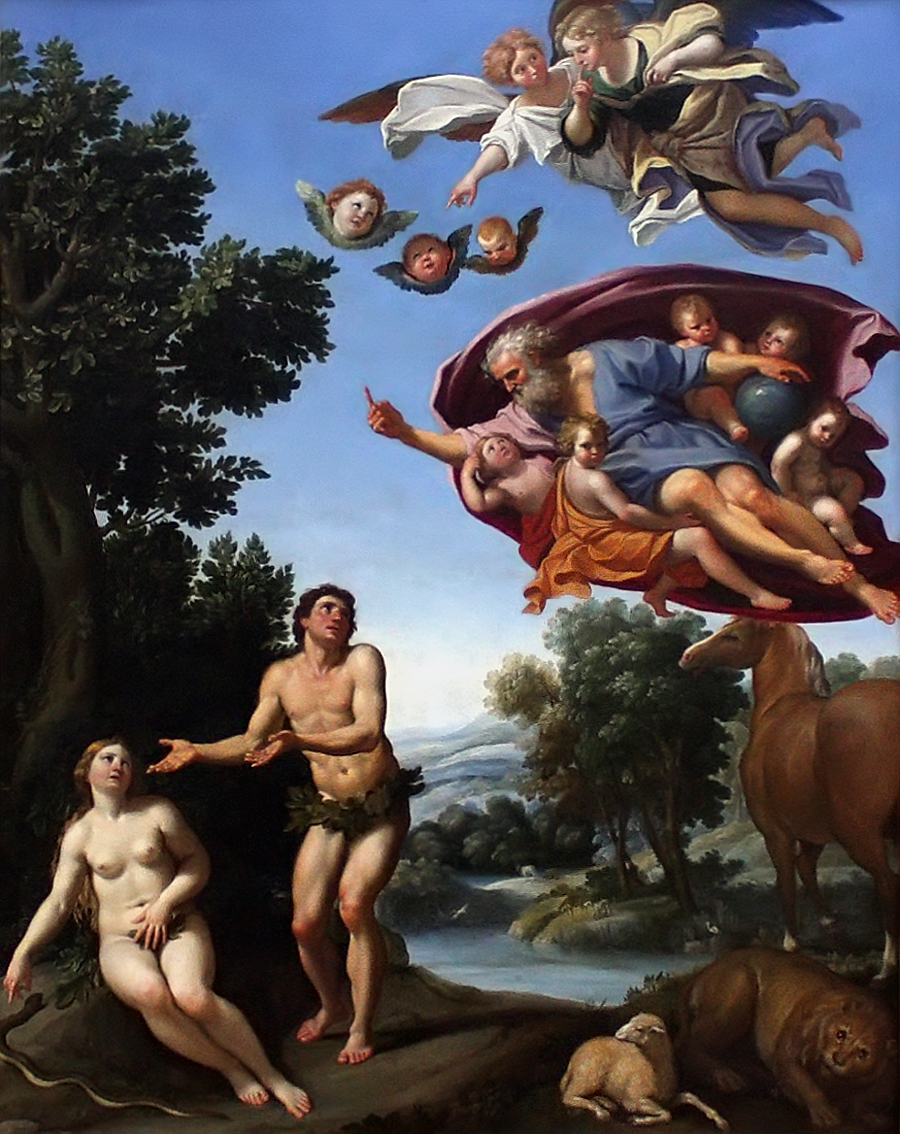
Adam a Eva, 1633
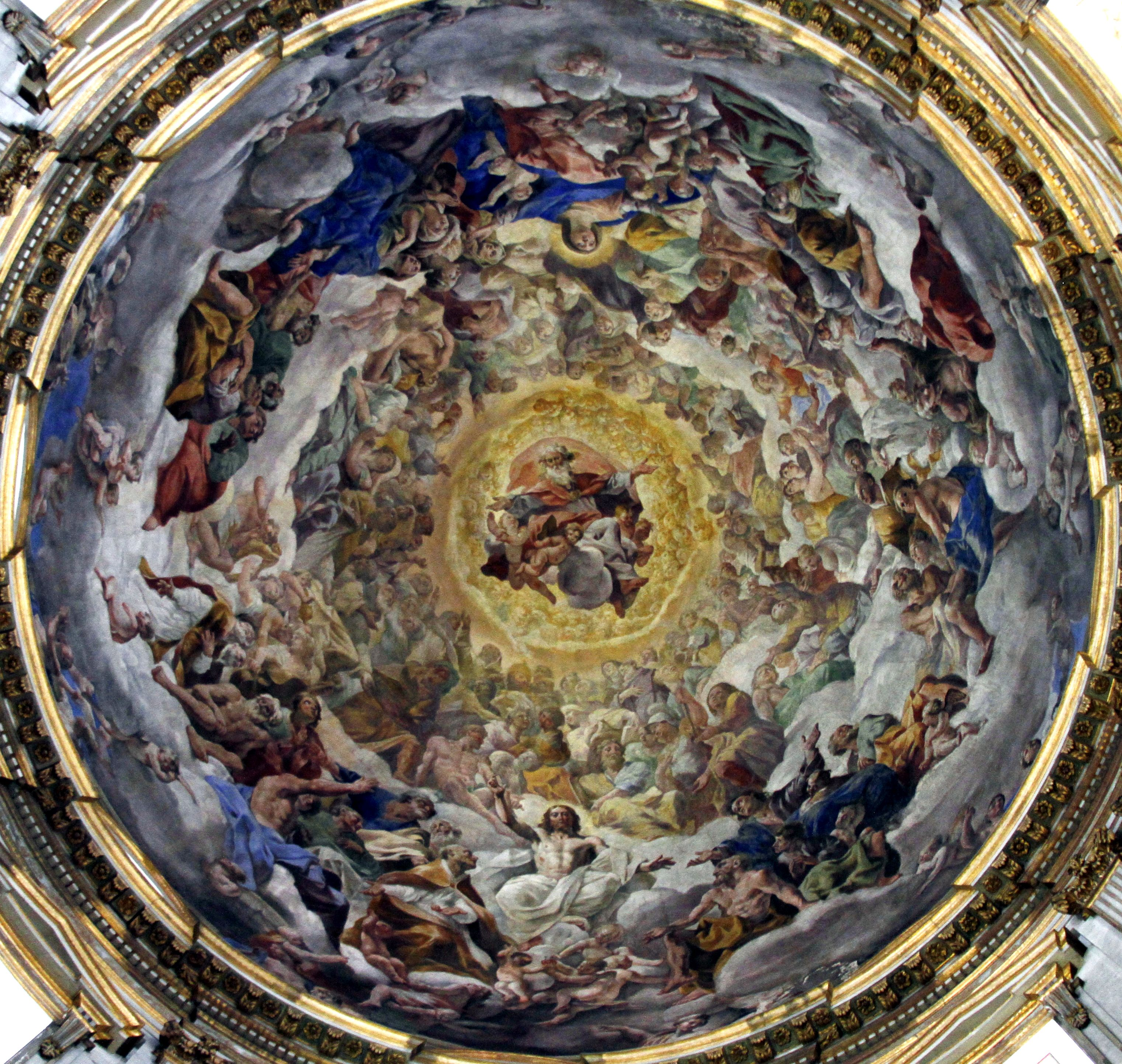
Kupole katedrály v Neapoli